# Tornike Shengelia
Tornike "Toko" Shengelia (Tbilisi, Geòrgia, 10 de maig de 1991), és un jugador de bàsquet professional georgià que forma part de la plantilla del FC Barcelona. Fa 2,02 metres d'alçada i juga d'aler.

## Trajectòria
Es va formar a les categories inferiors del Valencia Basket. El 2009 va disputar l'Eurobasket sub-20 a Macedònia i debutà amb la selecció absoluta del seu pais.
El 8 de febrer d'aquell mateix any debutà amb el conjunt valencià a la Lliga ACB en un partit en el qual disputà 17 minuts i anotà 7 punts.
També ha jugat a la NBA i al Baskonia.

## Palmarès
Baskonia
- Lliga ACB: 2019-20